# Trebonne
Trebonne – miasto w Australii, w stanie Queensland.